# Indústria do sexo nas prisões dos Estados Unidos
Cerca de 220.000 mulheres estão encarceradas nos Estados Unidos. Mais de 30% delas foram condenadas por prostituição. Grande parte da pesquisa sobre a indústria do sexo em prisões concentra-se nas experiências das mulheres, pois as trabalhadoras do sexo encarceradas superam em número os homens nessa situação. Questões proeminentes enfrentadas pelo sistema de justiça criminal e pelas detentas acusadas de prostituição incluem a epidemia de infecções e doenças sexualmente transmissíveis, o ciclo prisão–trabalho sexual e a rota prisional ao tráfico sexual. Programas de intervenção e de desvio, tanto em prisões quanto em cortes tradicionais e especializadas, visam tratar essas questões, reduzir a reincidência e oferecer a essas mulheres recursos que as auxiliem a deixar o comércio sexual. Diversas organizações comunitárias também buscam amenizar essas preocupações.

## Prevalência
Segundo o Office of Justice Programs, a trabalhadora do sexo encarcerada típica é uma jovem mãe solteira, pobre, com pouca experiência profissional e baixa autoestima. A maioria é composta por mulheres negras ou de outras raças não-brancas que apresentam histórico de abuso de drogas ou álcool. Essas mulheres sofrem violência de parceiro íntimo em taxas mais altas do que aquelas que não foram presas por trabalho sexual.
Estima-se que entre 56% e 82% das vítimas femininas de abuso sexual ao longo da vida estejam encarceradas por acusações de prostituição, sendo o abuso sexual um fator mais determinante para a condenação de mulheres do que de homens. Mulheres que sofreram abuso sexual têm maiores taxas de reincidência. Além disso, as prostitutas detidas apresentam mais transtornos mentais, com destaque para “transtornos depressivos, transtorno de estresse pós-traumático e transtornos relacionados ao uso de substâncias”. Há evidências de que abuso sexual e doença mental estão interligados.
Estima-se que haja entre um e dois milhões de trabalhadoras do sexo nos EUA, sendo 80% desse total mulheres. As mulheres são desproporcionalmente presas e sentenciadas por acusações de prostituição; os homens têm maior probabilidade de receberem multa ou pena de liberdade condicional.

## Questões

### Epidemia de infecções e doenças sexualmente transmissíveis
De acordo com as diretrizes estaduais, mulheres encarceradas podem ser rotineiramente testadas para infecções e doenças sexualmente transmissíveis. Chlamydia, gonorreia e HIV têm sido frequentemente detectados em prisões dos EUA e tornaram-se mais prevalentes nas últimas décadas. As trabalhadoras do sexo detidas apresentaram taxas maiores de infecção por chlamydia do que mulheres condenadas por outros crimes.

### Ciclo trabalho sexual–prisão
Uma das questões mais complexas que as organizações de direitos das trabalhadoras do sexo e agentes do sistema de justiça penal buscam enfrentar é o ciclo de reincidência após a libertação. Muitas vezes, os empregos mais acessíveis a ex-detentas são mal remunerados ou de salário mínimo, e ex-prostitutas relatam não conseguir sustentar a si mesmas. Cerca de metade das mulheres ex-detentas retornam ao trabalho sexual para complementar sua renda. Com isso, aumentam suas chances de serem novamente presas, instaurando um ciclo de trabalho sexual e prisões. Desde 2000, muitos estados têm implementado programas que visam interromper esse ciclo e apoiar as mulheres na transição para fora do comércio sexual.

### Rota de tráfico sexual
Há relatos de uma rota prisional ao tráfico sexual na Flórida, Massachusetts e Chicago. A maioria dessas mulheres é nascida nos EUA. Ao sair da prisão, podem buscar companheirismo ou não ter meios de subsistência imediatos, aceitando viver com homens que prometem relacionamento ou abrigo a grupos de ex-detentas. Frequentemente, esses vínculos se iniciam durante o cumprimento de pena, com promessas de cuidados após a liberação. Em vez disso, cafetões como Richard Rawls mantêm ex-detentas em cativeiro e as forçam ao trabalho sexual, muitas vezes fornecendo drogas.

## Soluções

### Programas de intervenção e desvio
Cidades como Baltimore oferecem programas de intervenção que treinam funcionários prisionais para trabalhar com mulheres presas por prostituição, reduzir a reincidência e fornecer habilidades e oportunidades para a autossuficiência após a saída da prisão. Um estudo de 2019 constatou que esses programas geralmente não atingem seus objetivos.
Um dos programas mais recentes é a criação de tribunais especializados (ou de resolução de problemas), inspirados em corte de saúde mental e de drogas. Esses tribunais visam diminuir a carga dos tribunais tradicionais ao focalizar uma área específica de crime. Contam com especialistas em experiências de trabalhadoras do sexo, abuso sexual, aliciamento, falta de moradia, trauma e uso de drogas para elaborar programas de tratamento personalizados. Isso pode incluir liberdade condicional, supervisão judicial obrigatória, tratamento de dependência, oficinas, engajamento comunitário e outros serviços sociais, como aconselhamento, educação gratuita, treinamento profissional, encaminhamento para emprego, mentoria e abrigos temporários. Quando as detentas concluem o programa com êxito em 90 dias a seis meses, as acusações são removidas do registro criminal.
Outra abordagem é o programa de desvio de prostituição vinculado ao tribunal comum, em que cortes não especializadas colaboram para encaminhar trabalhadoras do sexo condenadas a uma intervenção menos customizada. Embora nem sempre evite a prisão, esses programas visam reduzir futuras prisões e incentivar a saída do comércio sexual por meio de supervisão, aconselhamento, colocação profissional, alfabetização e outros serviços sociais.
Os programas que reúnem diversos serviços sociais em um só local e que mantêm a detenção pelo menor tempo possível obtiveram os melhores resultados. Os tribunais especializados mostram-se mais eficazes na redução da reincidência.

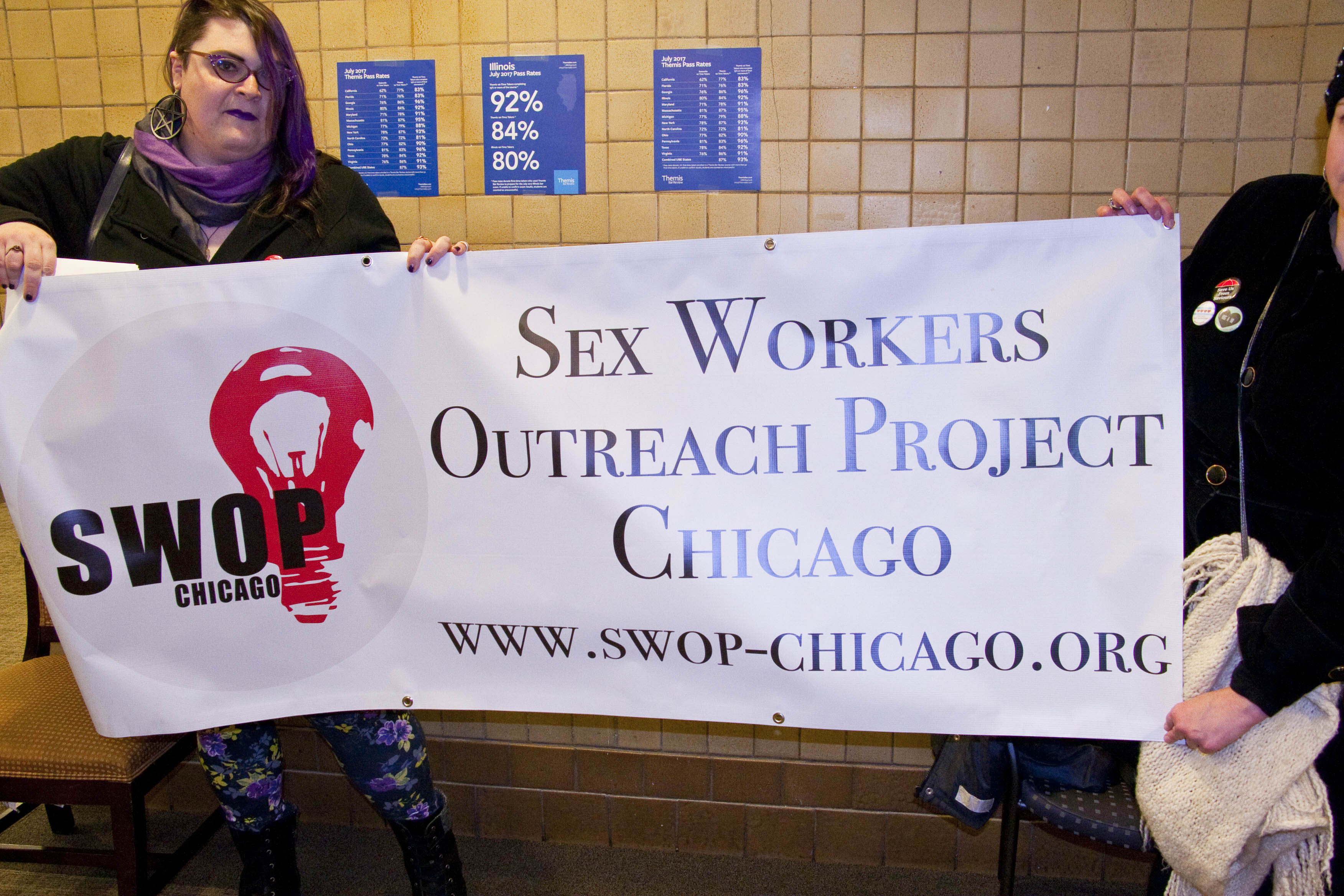
Ação de divulgação da SWOP Behind Bars em Chicago

### Organizações

#### SWOP Behind Bars
SWOP (Sex Worker Outreach Project) Behind Bars é uma organização de base nos EUA que visa destacar as necessidades e os problemas enfrentados por trabalhadoras do sexo encarceradas e vítimas de tráfico humano. Defende a descriminalização do trabalho sexual e oferece recursos comunitários para ampliar oportunidades educacionais, manter um fundo de fiança para detentas e fornecer mentorias e apoio a quem deseja deixar o trabalho sexual.

#### Rede Global de Projetos do Trabalho Sexual
A NSWP (Global Network of Sex Work Projects) reúne grupos liderados por trabalhadoras do sexo em nível local, estadual e nacional que defendem contra a criminalização do trabalho sexual. Realiza pesquisas sobre as diversas experiências das trabalhadoras, organiza manifestações e promove conferências para debater abordagens legais, econômicas e sociais relativas ao trabalho sexual.